# (500255) 2012 KM27
(500255) 2012 KM27 es un asteroide perteneciente al cinturón de asteroides, descubierto el 28 de abril de 2012 por el equipo del Mount Lemmon Survey desde el Observatorio del Monte Lemmon, Arizona, Estados Unidos.

## Designación y nombre
Designado provisionalmente como 2012 KM27.

## Características orbitales
2012 KM27 está situado a una distancia media del Sol de 2,535 ua, pudiendo alejarse hasta 2,954 ua y acercarse hasta 2,117 ua. Su excentricidad es 0,165 y la inclinación orbital 11,23 grados. Emplea 1474,76 días en completar una órbita alrededor del Sol.

## Características físicas
La magnitud absoluta de 2012 KM27 es 17,5.